# Ptychopyxis javanica
Ptychopyxis javanica är en törelväxtart som först beskrevs av Johannes Jacobus Smith, och fick sitt nu gällande namn av Léon Camille Marius Croizat. Ptychopyxis javanica ingår i släktet Ptychopyxis och familjen törelväxter. Inga underarter finns listade i Catalogue of Life.